# Isomorphisme de Harish-Chandra
En mathématiques, l'isomorphisme de Harish-Chandra, défini par Harish-Chandra en 1951, est un isomorphisme d'anneaux commutatifs entre le centre {\displaystyle {\mathcal {Z}}(U({\mathfrak {g}}))} de l'algèbre enveloppante universelle {\displaystyle U({\mathfrak {g}})} d'une algèbre de Lie réductive {\displaystyle {\mathfrak {g}}} et les éléments {\displaystyle S({\mathfrak {h}})^{W}} de l'algèbre symétrique {\displaystyle S({\mathfrak {h}})} d'une sous-algèbre de Cartan {\displaystyle {\mathfrak {h}}} invariants sous l'action du groupe de Weyl {\displaystyle W}.

## Introduction
Soient {\displaystyle {\mathfrak {g}}} une algèbre de Lie semi-simple, {\displaystyle {\mathfrak {h}}} sa sous-algèbre de Cartan et {\displaystyle \lambda ,\mu \in {\mathfrak {h}}^{*}} deux éléments de l'espace de poids (où {\displaystyle {\mathfrak {h}}^{*}} est le dual de {\displaystyle {\mathfrak {h}}}). On fixe  qu’un ensemble de racines positives {\displaystyle \Phi _{+}}. Soient {\displaystyle V_{\lambda }} et {\displaystyle V_{\mu }} les modules de poids correspondant à {\displaystyle \lambda } et {\displaystyle \mu } respectivement.

### Caractères centraux
Les {\displaystyle {\mathfrak {g}}}-modules {\displaystyle V_{\lambda }} et {\displaystyle V_{\mu }} sont des représentations de l'algèbre enveloppante universelle {\displaystyle U({\mathfrak {g}})} et son centre agit sur les modules par multiplication scalaire (cela découle du fait que les modules sont générés par un vecteur de poids le plus élevé). Donc pour {\displaystyle v\in V_{\lambda }} et {\displaystyle x\in {\mathcal {Z}}(U({\mathfrak {g}}))},{\displaystyle x\cdot v:=\chi _{\lambda }(x)v}et de même pour {\displaystyle V_{\mu }}. Les fonctions {\displaystyle \chi _{\lambda },\,\chi _{\mu }} sont des caractères de {\displaystyle {\mathcal {Z}}(U({\mathfrak {g}}))} dits caractères centraux.

## Énoncé du théorème de Harish-Chandra
Pour tous {\displaystyle \lambda ,\mu \in {\mathfrak {h}}^{*}}, il y a égalité des caractères {\displaystyle \chi _{\lambda }=\chi _{\mu }} si et seulement si {\displaystyle \lambda +\delta } et {\displaystyle \mu +\delta } sont dans la même orbite du groupe de Weyl {\displaystyle {\mathfrak {h}}^{*}}, où {\displaystyle \delta } est la demi-somme des racines positives, parfois appelée vecteur de Weyl.

### Isomorphisme explicite
Plus explicitement, l'isomorphisme peut être construit comme la composition de deux applications, l'une de {\displaystyle {\mathfrak {Z}}={\mathcal {Z}}(U({\mathfrak {g}}))} à {\displaystyle U({\mathfrak {h}})=S({\mathfrak {h}}),} et un autre de {\displaystyle S({\mathfrak {h}})} dans lui-même.
La première est une projection {\displaystyle \gamma :{\mathfrak {Z}}\rightarrow S({\mathfrak {h}})}. Pour un choix de racines positives {\displaystyle \Phi _{+}}, on définit{\displaystyle n^{+}=\bigoplus _{\alpha \in \Phi _{+}}{\mathfrak {g}}_{\alpha },n^{-}=\bigoplus _{\alpha \in \Phi _{-}}{\mathfrak {g}}_{\alpha }}les sous-algèbre nilpotente positive et sous-algèbre nilpotente négative respectivement, en raison du théorème de Poincaré – Birkhoff – Witt, il y a une décomposition{\displaystyle U({\mathfrak {g}})=U({\mathfrak {h}})\oplus (U({\mathfrak {g}}){\mathfrak {n}}^{+}+{\mathfrak {n}}^{-}U({\mathfrak {g}})).}Si {\displaystyle z\in {\mathfrak {Z}}} est central, alors en fait{\displaystyle z\in U({\mathfrak {h}})\oplus (U({\mathfrak {g}}){\mathfrak {n}}^{+}\cap {\mathfrak {n}}^{-}U({\mathfrak {g}})).}La restriction de la projection {\displaystyle U({\mathfrak {g}})\rightarrow U({\mathfrak {h}})} au centre est {\displaystyle \gamma :{\mathfrak {Z}}\rightarrow S({\mathfrak {h}})}, et est un homomorphisme des algèbres. Ceci est lié aux caractères centraux par{\displaystyle \chi _{\lambda }(x)=\gamma (x)(\lambda )}La deuxième application est l'application de torsion {\displaystyle \tau :S({\mathfrak {h}})\rightarrow S({\mathfrak {h}})} définie sur {\displaystyle {\mathfrak {h}}} par {\displaystyle \tau (h)=h-\delta (h)1} avec {\displaystyle \delta } le vecteur de Weyl.
Alors {\displaystyle {\tilde {\gamma }}=\tau \circ \gamma :{\mathfrak {Z}}\rightarrow S({\mathfrak {h}})} est l'isomorphisme d'Harish-Chandra. La raison pour laquelle la torsion est introduite est que {\displaystyle \chi _{\lambda }} n'est pas réellement invariant de Weyl, mais on peut prouver que le caractère tordu {\displaystyle {\tilde {\chi }}_{\lambda }=\chi _{\lambda -\delta }} l'est.

## Applications
Le théorème a été utilisé pour obtenir une preuve algébrique  de la formule des caractères de Weyl pour les représentations irréductibles de dimension finie. La preuve a été encore simplifiée par Victor Kac, de sorte que seul l'opérateur de Casimir est nécessaire.
Une conséquence simple est que pour les modules de Verma ou les modules Verma généralisés {\displaystyle V_{\lambda }} de poids {\displaystyle \lambda }, il n’existe qu’un nombre fini de poids {\displaystyle \mu } pour lequel un morphisme non nul {\displaystyle V_{\lambda }\rightarrow V_{\mu }} existe.

## Invariants fondamentaux
Pour {\displaystyle {\mathfrak {g}}} une algèbre de Lie simple, soit {\displaystyle r} soit son rang, c'est-à-dire la dimension de toute sous-algèbre de Cartan {\displaystyle {\mathfrak {h}}} de {\displaystyle {\mathfrak {g}}}. H. S. M. Coxeter a observé que {\displaystyle S({\mathfrak {h}})^{W}} est isomorphe à une algèbre de polynômes en {\displaystyle r} variables (voir le théorème de Chevalley-Shephard-Todd pour un énoncé plus général). Par conséquent, le centre de l'algèbre enveloppante universelle d'une algèbre de Lie simple est isomorphe à une algèbre de polynômes. Les degrés des générateurs de l'algèbre sont les degrés des invariants fondamentaux donnés dans le tableau suivant.
| Algèbre de Lie | Nombre de Coxeter h | Nombre de Coxeter dual | Degré des invariants fondamentaux |
| -------------- | ------------------- | ---------------------- | --------------------------------- |
| R              | 0                   | 0                      | 1                                 |
| An             | n + 1               | n + 1                  | 2, 3, 4,... , n + 1               |
| Bn             | 2n                  | 2n − 1                 | 2, 4, 6, ... , 2n                 |
| Cn             | 2n                  | n + 1                  | 2, 4, 6, ... , 2n                 |
| Dn             | 2n − 2              | 2n − 2                 | n ; 2, 4, 6, ... , 2n − 2         |
| E6             | 12                  | 12                     | 2, 5, 6, 8, 9, 12                 |
| E7             | 18                  | 18                     | 2, 6, 8, 10, 12, 14, 18           |
| E8             | 30                  | 30                     | 2, 8, 12, 14, 18, 20, 24, 30      |
| F4             | 12                  | 9                      | 2, 6, 8, 12                       |
| G2             | 6                   | 4                      | 2, 6                              |

Le nombre d’invariants fondamentaux d’un groupe de Lie est égal à son rang. Les invariants fondamentaux sont également liés à l'anneau de cohomologie d'un groupe de Lie. En particulier, si les invariants fondamentaux ont des degrés {\displaystyle d_{1},\cdots ,d_{r}}, alors les générateurs de l'anneau de cohomologie ont des degrés {\displaystyle 2d_{1}-1,\cdots ,2d_{r}-1}. De ce fait, les degrés des invariants fondamentaux peuvent être calculés à partir des nombres de Betti du groupe de Lie et vice versa. Dans une autre direction, les invariants fondamentaux sont liés à la cohomologie de l'espace de classification. L'anneau de cohomologie {\displaystyle H^{*}(BG,\mathbb {R} )} est isomorphe à une algèbre polynomiale sur des générateurs à degrés {\displaystyle 2d_{1},\cdots ,2d_{r}}.

## Exemples
- Si {\displaystyle {\mathfrak {g}}} est l'algèbre de Lie {\displaystyle {\mathfrak {sl}}(2,\mathbb {R} )}, alors le centre de l'algèbre enveloppante universelle est généré par l'invariant de Casimir de degré 2, et le groupe de Weyl agit sur la sous-algèbre de Cartan, qui est isomorphe à {\displaystyle \mathbb {R} }. Donc l'invariant du groupe de Weyl est le carré du générateur de la sous-algèbre de Cartan, qui est également de degré 2.
- Pour {\displaystyle {\mathfrak {g}}=A_{2}={\mathfrak {sl}}(3,\mathbb {C} )}, l'isomorphisme de Harish-Chandra dit que{\displaystyle {\mathcal {Z}}(U({\mathfrak {g}}))} est isomorphe à une algèbre polynomiale de polynômes invariants de Weyl à deux variables {\displaystyle h_{1},h_{2}} (puisque la sous-algèbre de Cartan est deux dimensionnel). Pour {\displaystyle A_{2}}, le groupe de Weyl est {\displaystyle S_{3}\cong D_{6}} qui agit sur la sous-algèbre de Cartan. Le groupe de Weyl agit par réflexions, ce sont donc des isométries et donc le polynôme de degré 2 {\displaystyle f_{2}(h_{1},h_{2})=h_{1}^{2}+h_{2}^{2}} est un invariant de Weyl. Une ébauche du polynôme invariant de Weyl de degré 3 (pour un choix particulier de représentation standard où l'une des réflexions se trouve sur l'axe des x) est présentée ci-dessous. Ces deux polynômes génèrent l'algèbre polynomiale et sont les invariants fondamentaux de {\displaystyle A_{2}}.
- Pour toutes les algèbres de Lie de la classification, il existe un invariant fondamental de degré 2, l'opérateur de Casimir. À travers l'isomorphisme, celui-ci correspondent à un polynôme de degré 2 sur la sous-algèbre de Cartan. Le polynôme invariant est{\displaystyle f_{2}(\mathbf {h} )=h_{1}^{2}+\cdots +h_{r}^{2}}où r est la dimension de {\displaystyle {\mathfrak {h}}}, le rang de l'algèbre de Lie.
- Pour {\displaystyle {\mathfrak {g}}=A_{1}={\mathfrak {sl}}(2,\mathbb {C} )}, la sous-algèbre de Cartan est unidimensionnelle, et l'isomorphisme de Harish-Chandra montre que {\displaystyle {\mathcal {Z}}(U({\mathfrak {g}}))} est isomorphe à l'algèbre des polynômes invariants de Weyl en une seule variable {\displaystyle h}. Le groupe de Weyl est {\displaystyle S_{2}} agissant par réflexion, avec un élément non trivial agissant sur les polynômes par {\displaystyle h\mapsto -h}. La sous-algèbre des polynômes invariants de Weyl dans l'algèbre polynomiale complète {\displaystyle K[h]} est constituée des polynômes pairs, générés par {\displaystyle f_{2}(h)=h^{2}}.

## Généralisation aux algèbres de Lie affines
Le résultat ci-dessus est valable pour les algèbres de Lie réductives, et en particulier semi-simples. Il existe une généralisation aux algèbres de Lie affines montrée par Feigin et Frenkel montrant qu'une algèbre connue sous le nom de centre Feigin-Frenkel est isomorphe à une algèbre W associée à l'algèbre de Lie duale de Langlands {\displaystyle ^{L}{\mathfrak {g}}} ,.